# Margaret Gatty
Pour les articles homonymes, voir Gatty.
Margaret Gatty (née Scott le 3 juin 1809 et décédée le 4 octobre 1873) était une auteure pour enfants anglaise et écrivaine sur la biologie marine. Dans certains écrits, elle s'oppose à Charles Darwin pour L'Origine des espèces. Elle est devenue une écrivaine populaire de contes pour les jeunes, dont elle espérait qu'ils influenceraient également l'esprit des adultes. Parmi ses autres livres figurent Parables from Nature, Worlds not Realized, Proverbs Illustrated et Aunt Judy's Tales. Elle a édité le Aunt Judy's Magazine (en), une publication familiale écrite par divers membres de la famille.

## Science
Gatty est devenue fascinée par la biologie marine grâce à son cousin germain, Charles Henry Gatty (en), membre de la Royal Society. Elle a peut-être aussi été influencée par William Henry Harvey, qu'elle a rencontré lors de sa convalescence à Hastings en 1848. Elle a correspondu avec de nombreux grands biologistes marins de son époque, dont George Johnston, George Busk et Robert Brown. Elle a écrit British Sea Weeds, un livre plus accessible que les précédents sur le sujet. Ce livre illustré, publié en 1872, était le résultat de 14 années de travail et décrivait 200 espèces. Il a continué à être utilisé jusque dans les années 1950.
Les autres intérêts scientifiques et collectionneurs de Gatty comprenaient les cadrans solaires, ce qui a conduit à un livre de 1872 sur 350 d'entre eux, se concentrant sur leur nature artistique et littéraire plutôt que sur leurs aspects astronomiques, bien qu'il discute des développements historiques. La couverture des cadrans solaires de l'Europe continentale et quelques illustrations ont été des contributions majeures d'une amie, Eleanor Lloyd.

## Littérature pour enfants
Alors que beaucoup considèrent ses intérêts pour la littérature et la science comme indépendants, elle a utilisé la combinaison de la littérature pour enfants et de la curiosité scientifique pour argumenter contre L'Origine des espèces de Charles Darwin.
Dans ses Parables from Nature, Gatty prêchait aux enfants d'une manière qui leur plaisait, en traitant simultanément de Dieu et de la nature. La publication des Paraboles a coïncidé avec les théories évolutionnistes, de sorte que ses écrits ont influencé l'attitude des enfants envers la science. Ses écrits avaient tendance à avoir un ton moral fort et utilisaient souvent la religion et Dieu pour influencer leur éducation.
La littérature jeunesse victorienne de l’époque était conçue pour enseigner aux enfants des leçons et des principes de morale plutôt que pour capter leur attention. L'utilisation accrue d'illustrations, de contes populaires et de contes de fées signifiait que les enfants aimaient davantage la lire.

## Vie personnelle
Gatty est née à Burnham-on-Crouch, dans l'Essex, fille de Mary Frances (née Ryder) et de Alexander John Scott (en). Son père était un linguiste, un érudit et un aumônier de la Royal Navy qui a servi sous Horatio Nelson. Sa mère est morte quand elle était jeune et Gatty a assumé un rôle de soignante dans une famille composée de son père, de son grand-père et de sa sœur cadette Horatia. Elle et sa sœur ont été éduquées à la maison, apprenant l'italien et l'allemand, peignant et écrivant de la poésie. Sa poésie a été encouragée par Margaret Holford mais après un refus du Blackwood's Magazine, elle n'a pas poursuivi cette voie.
La famille connaissait un vicaire local, Alfred Gatty (en), à partir de 1837. Elle l'épousa le 8 juillet 1839 à St Giles-in-the-Fields (après avoir surmonté les objections de son père), et emménagea dans le presbytère à l'Église St Mary (en), à Ecclesfield, peu de temps après, sur la recommandation de son oncle. Elle y vécut pour le reste de sa vie. Ils ont eu huit enfants. En 1848, elle fut initiée à la collecte d'algues marines alors qu'elle se remettait d'une panne à Hastings. Son mari est décédé en 1903.
Gatty était la mère de Juliana Horatia Ewing (en), également écrivain de livres pour enfants, du musicien et auteur Charles Tindal Gatty (en), du juge Stephen Herbert Gatty (en) et d'Alfred Scott-Gatty (en) qui fut le principal roi d'armes de la Jarretière (en). Sa fille Horatia Eden partageait son intérêt pour la biologie marine, héritait des collections de sa mère et y ajoutait elle-même notamment des invertébrés marins.
Gatty a souffert de problèmes de santé pendant une grande partie de sa vie, probablement d'une sclérose en plaques non diagnostiquée. Ses maladies fréquentes lui ont permis de nouer une amitié étroite avec le Dr George Johnston, connu pour avoir préconisé des médicaments antidouleur. Il lui a conseillé d'utiliser du chloroforme lors de l'accouchement et en 1851, Gatty est devenue la première femme de Sheffield à le faire. Elle est décédée à son domicile le 4 octobre 1873 et a été enterrée dans le cimetière d'Ecclesfield.

## Héritage
Une plaque de marbre a été installée sur le côté nord de la nef de l'Église St Mary d'Ecclesfield (en), en sa mémoire. Elle indique qu'elle a été souscrite par plus de 1 000 enfants « en signe de gratitude pour les nombreux livres qu'elle a écrits pour eux ». Il y a également un vitrail dans le chœur qui a été installé en sa mémoire. Il comprend une représentation d'elle ainsi que du Sermon sur la montagne et de plusieurs paraboles,.
Gatty a rassemblé une vaste collection de documents marins, rassemblés par elle-même et par des correspondants dans les coins les plus reculés de l'Empire britannique ainsi qu'au Royaume-Uni.
Cette collection a été offerte à deux endroits par sa fille, Horatia Katherine Francis Eden (née Gatty). Le Weston Park Museum a reçu une partie de la collection d'algues et d'éponges assemblée par Gatty et sa fille. Celles-ci ont été données en plusieurs parties entre 1877 et 1909. Elle comprend 350 articles, dont des albums folio et des spécimens individuels.
En avril 1907, une partie de l'herbier personnel de Margaret Gatty fut donnée par sa fille au Gatty Marine Laboratory de St Andrews, puis incorporée à l' herbier de l'université de St Andrews au sein du département de botanique. À partir de 1947, ces spécimens furent en partie décrits par Helen Blackler (en). Plus récemment, l'herbier a été transféré au jardin botanique de St Andrews (en). Le laboratoire doit son nom à son bienfaiteur Charles Henry Gatty, cousin éloigné du mari de Gatty. Un total de 8 825 spécimens et 500 planches existent actuellement à St Andrews, dont beaucoup dans leurs albums originaux.
Plusieurs espèces d'algues portent son nom, notamment le genre monospécifique australien Gattya pinnella.

## Éponymie
Gatty est l’abréviation botanique standard de Margaret Gatty.
Consulter la liste des abréviations d'auteur en botanique ou la liste des plantes assignées à cet auteur par l'IPNI, la liste des champignons assignés par MycoBank, la liste des algues assignées par l'AlgaeBase et la liste des fossiles assignés à cet auteur par l'IFPNI.

## Lectures complémentaires
- D. C. Browning et John W. Cousin, Everyman's Dictionary of Literary Biography, Londres, J. M. Dent & Sons, 1969